# Ánimas Trujano
Ánimas Trujano é um filme de drama mexicano de 1962 dirigido e escrito por Ismael Rodríguez, baseado no romance La mayordomía de Rogelio Barriga Rivas. Foi indicado ao Oscar de melhor filme estrangeiro na edição de 1963, representando o México.

## Elenco
- Toshiro Mifune - Ánimas Trujano
- Columba Domínguez - Juana
- Flor Silvestre - Catalina
- Pepe Romay - Pedrito
- Titina Romay - Dorotea
- Amado Zumaya - Compadre
- José Chávez - Brujo
- Luis Aragón - Tendero
- Juan Carlos Pulido - Belarmino
- Magda Monzón
- Jaime J. Pons - Carrizo
- David Reynoso - Criton
- Eduardo Fajardo - El Español
- Antonio Aguilar - Tadeo